# Bistum Puerto Cabello
Das Bistum Puerto Cabello (lat.: Dioecesis Portus Cabellensis) ist eine in Venezuela gelegene römisch-katholische Diözese mit Sitz in Puerto Cabello. Es umfasst einen Teil des Bundesstaates Carabobo.

## Geschichte
Papst Johannes Paul II. gründete das Bistum mit der Apostolischen Konstitution Sollicitus de spirituali am 5. Juli 1994 aus Gebietsabtretungen des Erzbistums Valencia en Venezuela, dem es auch als Suffragandiözese unterstellt wurde.

## Bischöfe von Puerto Cabello
- Ramón Antonio Linares Sandoval, 5. Juli 1994 – 16. Juli 2002, dann Bischof von Barinas
- Ramón José Viloria Pinzón SOD, 5. Dezember 2003 – 13. März 2010
- Saúl Figueroa Albornoz, 30. April 2011 – 25. März 2024
- José Antonio Da Conceição Ferreira, seit 25. März 2024